# ACI kup
ACI Cup u dvobojskom jedrenju ili najčešće kraće ACI Cup (međunarodni naziv: ACI Match Race Cup, odnosno ACI Cup) je međunarodna regata u dvobojskom jedrenju koja se od 1987. do 2012. održavala na hrvatskom dijelu Jadrana.
Regatu je organizirala tvrtka Adriatic Croatia International Club, skraćeno ACI Club ili još jednostavnije ACI. Do sredine 1994. tvrtka je koristila kraticu ACY koja je stajala za Adriatic Club Yugoslavia, odnosno od kraja 1991. za Adriatic Yacht Club. S ciljem promocije i popularizacije jedrenja kao sporta ACI je 1987. osnovala svoj jedriličarski klub, danas Yacht Club Croatia (YCC), a zatim kao projekt ACI-a i YCC-a pokrenut je i ACI Match Race Cup.
Kroz godine nastupale su velike zvijezde jedriličarskog sporta: Paul Cayard, Russell Coutts, Harold Cudmore, Chris Dickson, Pierrè Feklmann, Pele Petterson, Hubert Raudaschl.

## Izdanja i pobjednici
| ISAF rang regate 2010.-'12. 2006.-'09. grade 1 | Natjecanje 2006.-? World Match Racing Tour (ISAF Match Racing World Championship) 2001.-'05. Swedish Match Tour 2000. ISAF Match Racing World Championship 1996. ISAF Match Racing World Championship 1992.-'93. Omega Grand Prix of Match Race Sailing | Lokacije 2007.-'12. Split 2006. Rovinj 1998.-'05. Split 1997. Umag 1996. Dubrovnik 1987.-'95. Rovinj | Naziv regate 2007.-'12. ACI Match Race Cup 2006. ACI Adris Match Race Cup 2005. ACI H1 Match Race Cup 2003.-'04. ACI HTmobile Cup 2002. ACI HT Cronet Cup 2001. ACI Ronhill Cup 1997.-'00. ACI Cup Of Croatia 1996. ? 1994.-'95. ACI Ronhill Cup 1993. ACY Ronhill Cup 1987.-'92. ACY Cup |

Legenda:
██ ukupni pobjednik serije te sezone
* u zagradi je broj ženskih kormilara (0 ako nisu sudjelovale) od ukupnog broja
* ;broj - označava broj potpuno ženskih posada od ukupnog broja posada, ako su sudjelovale
| Broj * posada | Izdanje | Klase jedrilica | Kormilar pobjedničke posade | Kormilar posade finalista | Kormilari posada polufinalista | Ref         |
| ------------- | ------- | --------------- | --------------------------- | ------------------------- | ------------------------------ | ----------- |
|               | 2012.   | Jeanneau 35     | Tomislav Bašić (2)          | Mate Arapov               |                                |             |
| 8 (2)         | 2011.   | Jeanneau 35     | Tomislav Bašić              | Ivan Kljaković Gašpić     |                                |             |
|               | 2010.   | JOD 35          | Mate Arapov                 | Marin Mišura              |                                |             |
|               | 2009.   |                 | Darko Hajdinjak             | Karlo Kuret               |                                | [ 5 ]       |
|               | 2008.   |                 | Paolo Cian (2)              | Bertrand Pacé             |                                |             |
|               | 2007.   |                 | Paolo Cian                  | Torvar Mirsky             |                                |             |
|               | 2006.   | Jenauot 10,5m   | Johnie Berntsson            | Mathieu Richard           |                                | [ 6 ]       |
| 12            | 2005.   |                 | Peter Gilmour (5)           | Philippe Presti           |                                | [ 6 ]       |
|               | 2004.   |                 | Bertrand Pacé               | Peter Gilmour             |                                | [ 6 ]       |
| 11            | 2003.   |                 | Jesper Radich               | James Spitthil            |                                | [ 6 ]       |
|               | 2002.   |                 | Philippe Presti             | Bertrand Pacé             |                                | [ 6 ]       |
| 8             | 2001.   |                 | Dean Barker (2)             | Gavin Brady               |                                | [ 6 ]       |
| 12            | 2000.   |                 | Dean Barker                 | Peter Gilmour             |                                | [ 6 ]       |
|               | 1999.   |                 | Sten Mohr                   | Bertrand Pacé             |                                | [ 6 ] [ 7 ] |
|               | 1998.   |                 | Andy Beadsworth             | Nepoznata kratica »«      |                                | [ 6 ]       |
|               | 1997.   | Jeanneau 35     | Peter Gilmour (4)           | Nepoznata kratica »«      |                                | [ 6 ]       |
|               | 1996.   |                 | Russell Coutts (2)          | Nepoznata kratica »«      |                                | [ 6 ]       |
|               | 1995.   |                 | Peter Gilmour (3)           | Nepoznata kratica »«      |                                | [ 6 ]       |
|               | 1994.   |                 | Peter Gilmour (2)           | Nepoznata kratica »«      |                                | [ 6 ]       |
|               | 1993.   |                 | Peter Gilmour               | Nepoznata kratica »«      |                                | [ 6 ]       |
|               | 1992.   |                 | Chris Dickson (2)           | Nepoznata kratica »«      |                                | [ 6 ]       |
|               | 1991.   |                 | Russell Coutts              | Nepoznata kratica »«      |                                | [ 6 ]       |
|               | 1990.   |                 | Paul Cayard (2)             | Nepoznata kratica »«      |                                | [ 6 ]       |
|               | 1989.   |                 | Paul Cayard                 | Nepoznata kratica »«      |                                | [ 6 ]       |
|               | 1988.   | Bianca 107      | Chris Dickson               | Nepoznata kratica »«      |                                | [ 6 ]       |
|               | 1987.   | Elan 31         | Harold Cudmore              | Nepoznata kratica »«      |                                | [ 6 ]       |

## ACI Women & Men Match Race
2009. na Cresu je održana regata pod nazivom ACI Women & Men Match Race (grade 3) na kojoj je Talijan Roberto Ferrarese u finalu pobijedio Tonka Ramešu. Petra Kliba osvojila je treće mjesto pobijedivši posadu Jona Brecelja iz Slovenije.

## Zanimljivosti
- Regata naziva ACI Cup Optimist (ili ACI Optimist Cup), predviđena za klase Optimist, Laser 4.7. i Laser Radial, održava se redovito od 2010. godine.[10]
- World Match Racing Tour vratio se u Hrvatsku 2017. na regati u Poreču pod nazivom Croatia Match Cup.[11]